# 丹尼尔·奥尔布里奇斯基

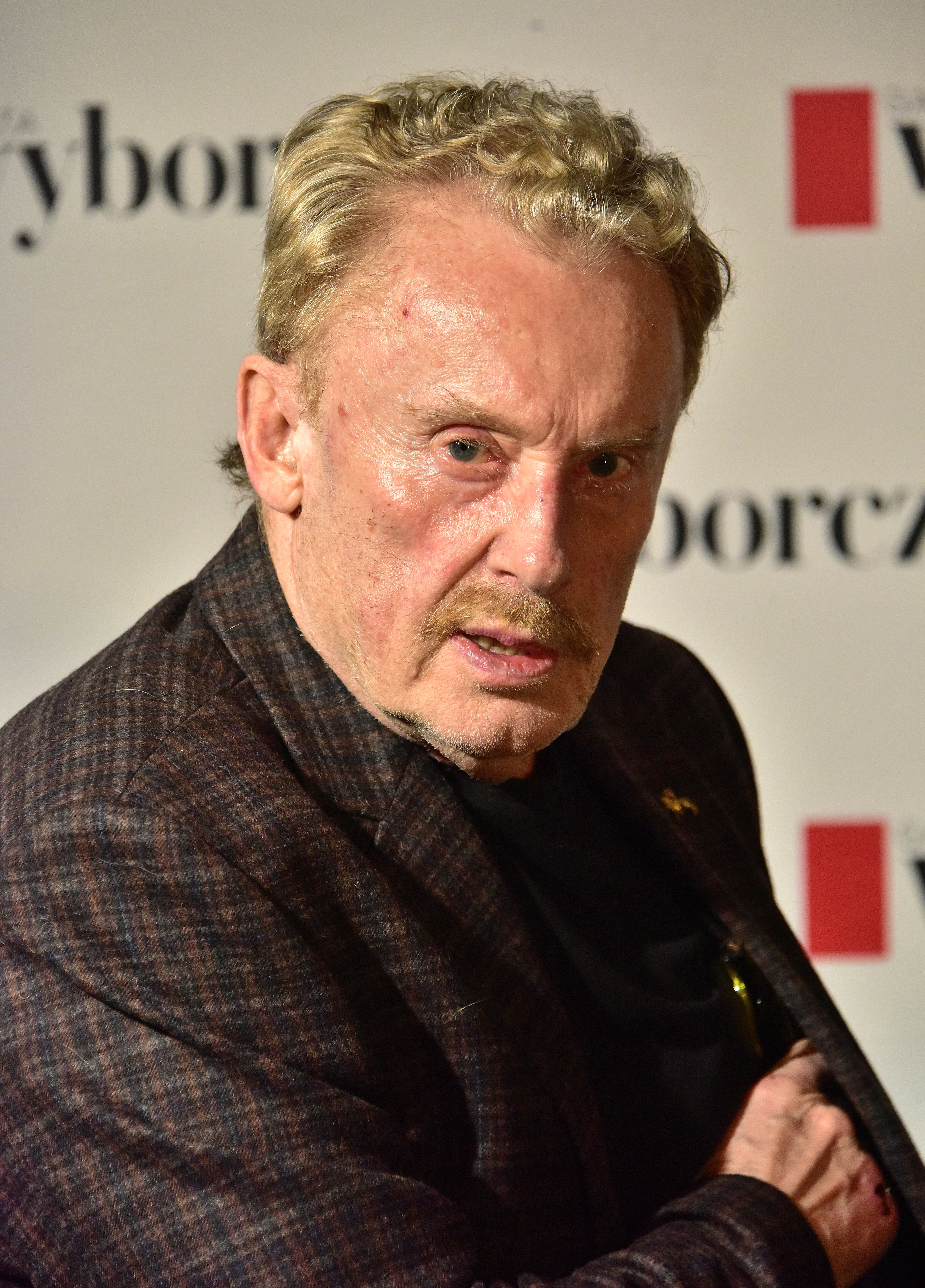
丹尼尔·奥尔布里奇斯基

丹尼爾·馬塞爾·奧爾布里奇斯基（波蘭語：Daniel Marcel Olbrychski，1945年2月27日—）是一位波蘭電影和戲劇演員，被廣泛認為是他那一代最偉大的波蘭演員之一。

## 生平
奧爾布里奇斯基1945年出生於二戰後剛剛解放的波蘭中部城市沃維奇，父親是弗朗西斯澤克，母親是克萊門蒂娜。他有一個哥哥，克日什托夫·奥尔布里奇斯基（1939-2017），是一名物理學家。他在華沙的史蒂芬巴托利文理中學完成了基礎教育。
自20世紀60年代以來，他一直是波蘭最受歡迎和最忙碌的演員之一。他首次參與電影拍攝時1963年在賈努什·納斯菲特（Janusz Nasfeter）執導的《森林中的受傷者》（Ranny w lesie）中，當時他是华沙国立戏剧学院表演系的學生。他在國際影壇具有極高的聲譽，1979年他參與主演沃爾克·施隆多夫根據君特·格拉斯的小說《鐵皮鼓》改編的同名電影《鐵皮鼓》，該電影獲得了1979年坎城電影節金棕櫚獎，並於1980年榮獲奧斯卡最佳外語片。他還出演了克日什托夫·基耶斯洛夫斯基的《十誡》十部短片之一，並在電影《不能承受的生命之輕》中主演一個角色。在拍攝瑪格麗特·馮·特羅塔指導的《羅莎·盧森堡》時，他遇到了芭芭拉·蘇科瓦（Barbara Sukowa)，並與她結婚。
他共計出演過180部電影和電視劇，最出名的是出演了包括《應許之地》在內的多部安傑伊·瓦依達電影的主角，還因在電影《特工紹特》中與好萊塢女演員安吉麗娜·朱莉一起飾演叛逃者和間諜頭目瓦西里·奧爾洛夫而聞名。